# Luigi Lenzi
Luigi Lenzi (Livorno, 24 gennaio 1921 – ...) è stato un calciatore italiano, di ruolo difensore.

## Caratteristiche tecniche
Giocava come terzino.

## Carriera
Dopo una presenza in Serie B con la maglia della Palermo-Juventina nel 1942-1943, esordì in Serie A con il Bari il 21 ottobre 1945, proprio contro il Palermo. In tre stagioni disputate con i pugliesi ha disputato 34 partite in Serie A, segnando 2 reti.